# Puchevillers
Puchevillers ist eine nordfranzösische Gemeinde mit 561 Einwohnern (Stand 1. Januar 2022) im Département Somme in der Region Hauts-de-France. Die Gemeinde gehört zum Kanton Albert und ist Teil der Communauté de communes du Pays du Coquelicot.

## Geographie
Die Gemeinde liegt rund 19 km nordwestlich von Amiens an den Départementsstraßen D11 von Amiens Richtung Arras und D23 von Doullens nach Corbie. Zur Gemeinde gehört das Gehöft Le Quesnoy im Osten.

## Einwohner
| 1962 | 1968 | 1975 | 1982 | 1990 | 1999 | 2006 | 2010 |
| ---- | ---- | ---- | ---- | ---- | ---- | ---- | ---- |
| 435  | 438  | 395  | 424  | 483  | 487  | 502  | 522  |

## Verwaltung
Bürgermeister (maire) ist seit 2001 Yvon Denis.

## Sehenswürdigkeiten
- Kirche
- Schloss
- Britischer Soldatenfriedhof im Westen der Gemeinde mit 1763 Bestattungen (Commonwealth War Graves Commission)